# فراغ العواء

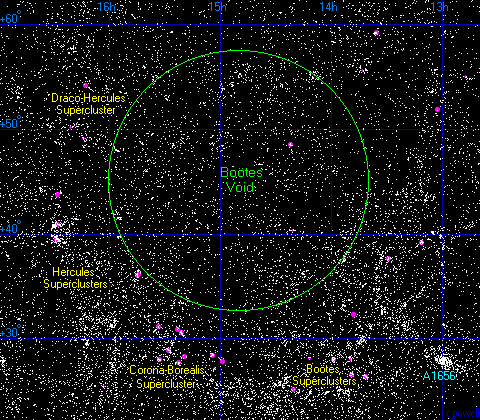
خريطة لمكان وجود الخواء العظيم

فراغ العواء  (أو الخلاء العظيم) بالإنجليزية The Boötes void (أو The Great Nothing)  هو يعد منطقة كروية تقريبا هائلة من الفضاء التي تحتوي على عدد قليل جدا من المجرات. وهي تقع بالقرب من كوكبة العواء، ومن هنا جاءت تسميتها بالعواء العظيم. يقع مركزها في مطلع المستقيم في الصعود يمين تقريبا 14سا 50د و زاوية الانحراف 46°.

## الوصف
يبلغ حجم العواء العظيم حوالي 330 مليون سنة ضوئية في القطر  (حوالي 0.27 ٪ من قطر الكون المرئي)، أو ما يقرب من 236000 فرسخ فلكي 3 في الحجم. يعتبر العواء العظيم أحد أكبر الفراغات المعروفة في الكون، وهو يشار إليها باسم الفراغ العظيم . تم الإبلاغ عن هذا الاكتشاف بواسطة روبرت كيرشنر في عام 1981، كجزء من مسح للتحولات الحمراء المجرية. يبعد مركز الفراغ حوالي 700 مليون سنة ضوئية عن الأرض.
اكتشف علماء فلك آخرون قريبًا أن الفراغ يحتوي على عدد قليل من المجرات. في عام 1987، نشر ج. مودي وروبرت كيرشنر وجي ماك ألبين و س. غريغوري نتائجهم حول ثماني مجرات في الفراغ. أعلن ام. شتراوس و وجون هوشرا اكتشاف ثلاث مجرات أخرى في عام 1988. بحلول عام 1997، كان من المعروف أن فراغ العواء يحتوي على 60 مجرة ولازال يتم الكشف عن عدد المجرات المختفية في ذلك الفراغ العظيم.
وفقًا لما ذكره عالم الفلك "جريج ألدرينج"، فإن حجم الفراغ هو أنه «لو كان درب التبانة في وسط الفراغ في هذا العواء، لما كنا نعرف بوجود مجرات أخرى حتى فترة الستينيات من القرن الماضي.» 
يشكل عنقود مجرات الجاثي العظيم جزءًا من الحافة القريبة من فراغ العواء. 
حتى الآن، تم اكتشاف 60 مجرة فقط في فراغ العواء. باستخدام تقدير تقريبي لحوالي مجرة واحدة كل 10 ملايين سنة ضوئية (4 أضعاف بعد مجرة أندروميدا من الأرض)، كان ينبغي أن يكون هناك تقريباً حوالي 2000 مجرة في فراغ العواء.

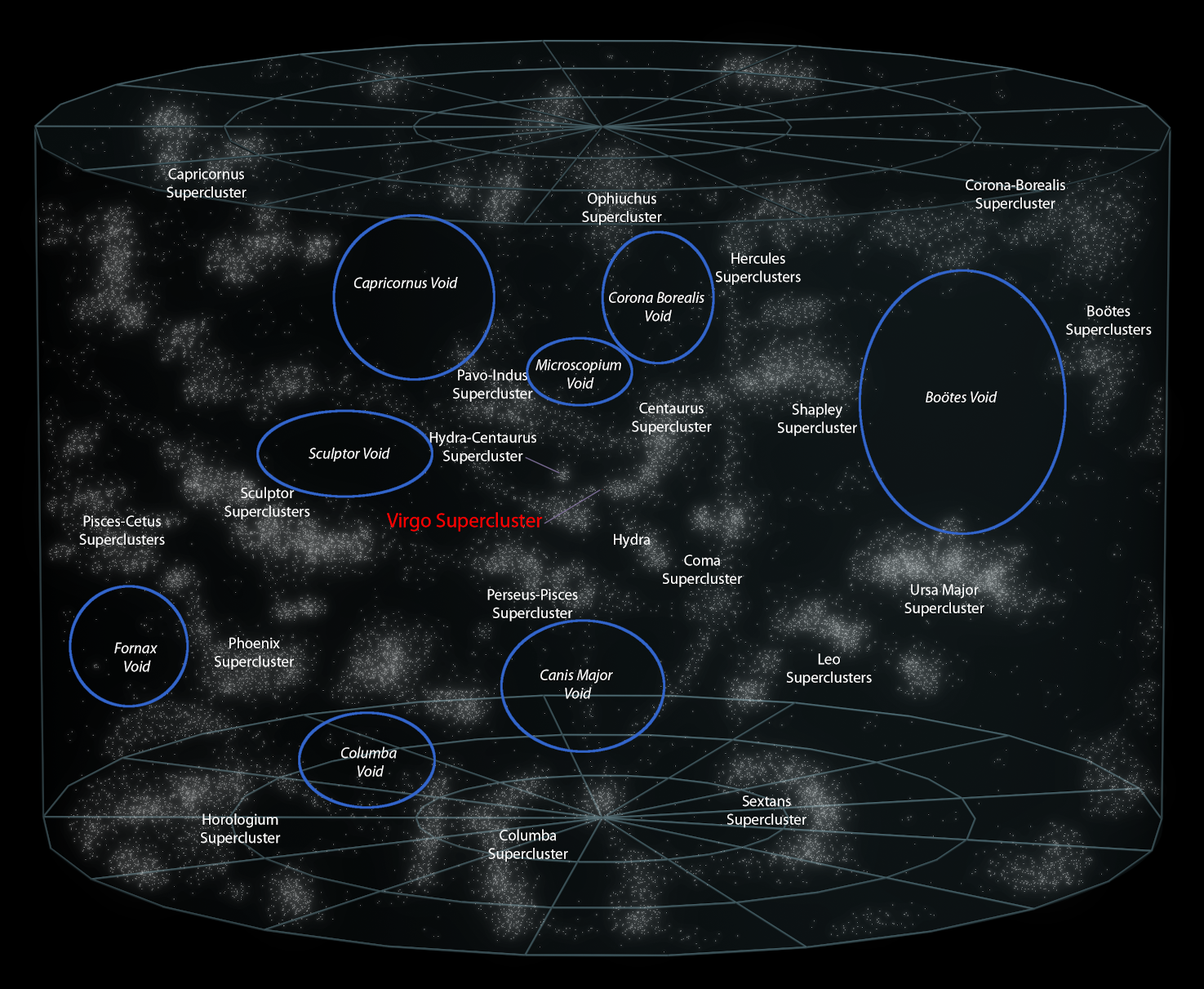
خريطة للمجرات الموجودة في العواء العظيم

## أصول التسمية
لا توجد تناقضات واضحة بين وجود العواء العظيم ونموذج لاميدا-سي ام دي الذي يشرح التطور الكوني. فهناك افتراض أن الفراغ العظيم تم تشكيله من خلال دمج الفراغات الأصغر ، مثل الطريقة التي تلتحم بها فقاعات الصابون لتشكل فقاعة أكبر حجماً. هذا من شأنه أن يفسر العدد الصغير من المجرات التي تملأ منطقة على شكل أنبوب تقريبًا تمر عبر منتصف الفراغ. 

## المقارنة مع بيرنارد 68
غالبًا ما ارتبط فراغ العواء بصورة بيرنارد 68 الذي يعد سديم مظلم لا يسمح للضوء بالمرور منه ؛ ومع ذلك، فإن صور بيرنارد 68 أغمق بكثير من تلك التي نلاحظه في فراغ العواء، حيث أن السديم أقرب بكثير ؛ وهناك عدد أقل من النجوم أمامه، بالإضافة إلى كونه كتلة مادية تمتص الضوء المار فيها.

## الحواشي
1. ↑  Paul L. Schechter (Sep 1981). "A million cubic megaparsec void in Bootes". المجلة الفيزيائية الفلكية (بالإنجليزية): 57–60. DOI:10.1086/183623.
2. 1 2 3  روبرت كيرشنر (Mar 1987). "A survey of the Bootes void". المجلة الفيزيائية الفلكية (بالإنجليزية): 493–506. DOI:10.1086/165080.
3. ↑  Cowen، Ron (2000). "Big, Bigger... Biggest?". Science News. ج. 158 ع. 7: 104–105. DOI:10.2307/3981218. JSTOR:3981218.
4. 1 2  Kirshner, Robert P.؛ Oemler, Augustus, Jr.؛ Schechter, Paul L.؛ Shectman, Stephen A. (1 مارس 1987). "A survey of the Bootes void" (PDF). Astrophysical Journal, Part 1. ج. 314: 493–506. Bibcode:1987ApJ...314..493K. DOI:10.1086/165080. ISSN:0004-637X. مؤرشف من الأصل (PDF) في 2020-04-14.{{استشهاد بدورية محكمة}}:  صيانة الاستشهاد: أسماء متعددة: قائمة المؤلفين (link)
5. ↑  "A Spongy Universe" (PDF). مؤرشف من الأصل (PDF) في 2016-12-24. اطلع عليه بتاريخ 2011-05-04.
6. ↑  "The Bootes Void". مؤرشف من الأصل في 2011-08-07. اطلع عليه بتاريخ 2011-08-25.
7. ↑  Moody، J. Ward؛ Kirshner، Robert P.؛ MacAlpine، Gordon M.؛ Gregory، Stephen A. (مارس 1987). "Emission-line galaxies in the Bootes void". The Astrophysical Journal. ج. 314: L33. Bibcode:1987ApJ...314L..33M. DOI:10.1086/184846.
8. 1 2  "Filling the void - understanding the formation of the Bootes void in intergalactic space - Brief Article". ديسكفر. أغسطس 1995. مؤرشف من الأصل في 2007-11-19. اطلع عليه بتاريخ 2008-01-02.
9. ↑  McCracken، Jason (30 يوليو 2013). "Next Stop: Voids". Blueship. National Aeronautics and Space Administration. مؤرشف من الأصل في 2018-09-09. اطلع عليه بتاريخ 2017-12-08.
10. ↑  "Cosmic_Voids" Retrieved on June 10, 2013 نسخة محفوظة 13 أكتوبر 2018 على موقع واي باك مشين.